# Pandanus megacarpus
Pandanus megacarpus är en enhjärtbladig växtart som beskrevs av Ugolino Martelli. Pandanus megacarpus ingår i släktet Pandanus och familjen Pandanaceae.
Artens utbredningsområde är Sulawesi. Inga underarter finns listade.